# Phật nhảy tường
Phật nhảy tường (tiếng Trung: 佛跳墙; bính âm: fó tiào qiáng, Hán-Việt: Phật khiêu tường), là một loại xúp trong ẩm thực Phúc Kiến. Món ăn do vị bếp trưởng nổi tiếng đồng thời là chủ của nhà hàng Tụ Xuân Viên (聚春园) ở Phúc Châu, Phúc Kiến là Trịnh Thuần Phát sáng chế. Trịnh Thuần Phát vốn là một đầu bếp trong phủ của một quan cấp cao ở địa phương. Kể từ khi món ăn được tạo ra vào thời Nhà Thanh (1644–1912), nó đã trở thành một cao lương mỹ vị của ẩm thực Trung Hoa bởi mùi vị đa dạng, sử dụng nhiều nguyên liệu cao cấp và đặc biệt là cách thức chế biến. Tên của món ăn ám chỉ đến khả năng các nhà sư trường chay ở chùa cũng phải nhảy qua tường tìm đến để ngã mặn vì nó. Món xúp Phật nhảy tường chứa nhiều protein và calci.
Những lo ngại về thủy sản bền vững và việc bảo vệ loài cá mập đã giới hạn việc tiêu thụ và cung cấp món xúp này.

## Nguyên liệu
Món xúp (hoặc món hầm) bao gồm nhiều nguyên liệu, đặc biệt là những nguyên liệu từ động vật, và yêu cầu từ 1 đến 2 ngày để chuẩn bị. Một công thức chuẩn cần nhiều nguyên liệu bao gồm trứng cút, măng, sò điệp, hải sâm, bào ngư, vi cá, thịt gà, giăm bông Kim Hoa, gân heo, nhân sâm, nấm, và khoai môn. Một số công thức yêu cầu đến 30 nguyên liệu chính và 12 loại gia vị. Việc sử dụng vi cá mập, mà đôi khi được đánh bắt bằng phương pháp cắt vây và thả cá lại xuống đại dương cho cá chết do không thể bơi vì thiếu vây, và bào ngư, liên quan đến những hoạt động đánh bắt thủy sản hủy diệt, gây tranh cãi cả về những nguyên nhân về môi trường lẫn đạo đức.

## Ngoài Trung Quốc

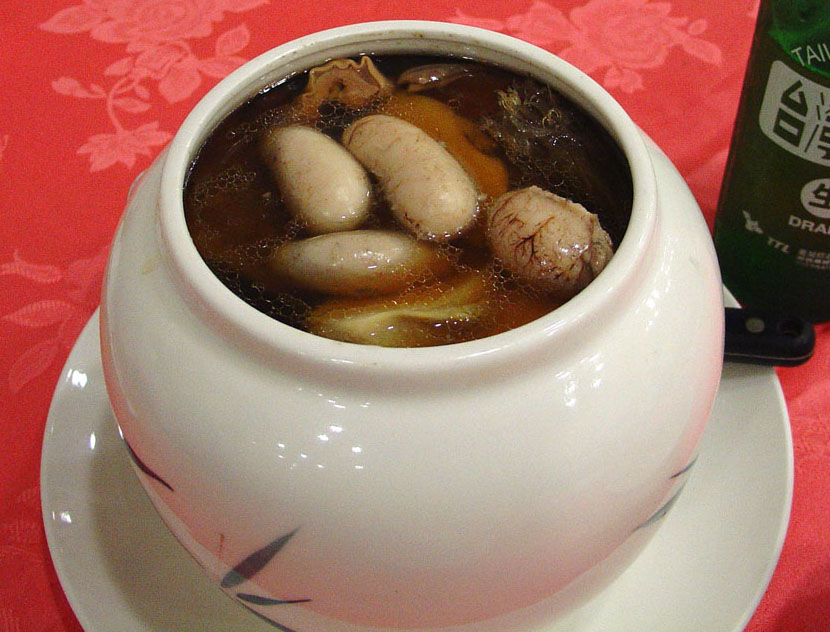
Một cách phục vụ món xúp